# Дадабаева, Гулсара Мукимовна
Гулса́ра Муки́мовна Дадаба́ева (род. 4 июля 1976, Душанбе) — таджикская легкоатлетка, специалистка по бегу на длинные дистанции и марафону. Выступала за сборную Таджикистана по лёгкой атлетике в 1990-х и 2000-х годах, участница трёх летних Олимпийских игр и многих других крупных соревнований, рекордсменка страны в нескольких дисциплинах. Ныне — тренер по лёгкой атлетике.

## Биография
Гулсара Дадабаева родилась 4 июля 1976 года в городе Душанбе Таджикской ССР.
В возрасте шести лет начала заниматься спортивной гимнастикой в школе № 54, получила I разряд в данной дисциплине. Позже увлеклась лёгкой атлетикой, бегала дистанции 800 и 1500 метров. Проходила подготовку под руководством тренера Гайрата Негматова на стадионе «Спартак» и на Центральном стадионе в Душанбе.
В 1993 году вошла в основной состав таджикской национальной сборной и выступила на чемпионате мира в Штутгарте, где заняла 42 место на дистанции 3000 метров и 38 место на дистанции 10000 метров.
На юниорском мировом первенстве 1994 года в Лиссабоне показала в тех же дисциплинах 24 и 17 результаты соответственно.
В 1995 году стала тринадцатой в беге на 3000 метров на чемпионате мира в помещении в Барселоне, финишировала седьмой в марафоне на Универсиаде в Фукуоке.
Благодаря череде удачных выступлений удостоилась права защищать честь страны на летних Олимпийских играх 1996 года в Атланте — в программе женского марафона показала время 3:09:08, расположившись в итоговом протоколе соревнований на 61 строке.
В 1997 году на мировом первенстве в Афинах заняла 54 место в марафоне.
Принимала участие в Азиатских играх 1998 года в Бангкоке, однако во время марафонского забега была дисквалифицирована и не показала здесь никакого результата.
В 1999 году на чемпионате мира в Севилье в марафоне пришла к финишу 42-й.
Находясь в числе лидеров легкоатлетической команды Таджикистана, благополучно прошла отбор на Олимпийские игры 2000 года в Сиднее. На сей раз пробежала марафонскую дистанцию за 2:51:03, показав таким образом 41 итоговый результат.
После сиднейской Олимпиады Дадабаева осталась в составе таджикской национальной сборной на ещё один олимпийский цикл и продолжила принимать участие в крупнейших международных соревнованиях. Так, в 2001 году она отметилась выступлением на мировом первенстве в Эдмонтоне, где заняла в марафоне 46 место, финишировала седьмой на Стокгольмском марафоне.
В 2002 году была седьмой в марафоне на Азиатских играх в Пусане, показала 61 время на чемпионате мира по полумарафону в Брюсселе, 9 время на Стокгольмском марафоне, тогда как на чемпионате Азии в Коломбо бежала 10000 метров и финишировать не смогла.
На Люблянском марафоне 2003 года финишировала второй и установила свой личный рекорд 2:39:03, который также является национальным рекордом Таджикистана. Кроме того, в этом сезоне одержала победу на марафоне во французском Гавре.
В 2004 году отправилась выступать на Олимпийских играх 2004 года в Афинах, где заняла в марафоне итоговое 53 место. Таким образом, стала первой таджикской спортсменкой, сумевшей выступить на трёх Олимпиадах.
Начиная с 1998 года постоянно проживает в городе Кунгур Пермского края, Россия. Работает детским тренером по лёгкой атлетике.